# بلک دیاموند (آریزونا)
بلک دیاموند (به انگلیسی: Black Diamond) یک منطقهٔ مسکونی در ایالات متحده آمریکا است که در آریزونا واقع شده‌است. بلک دیاموند ۱٬۵۶۶ متر بالاتر از سطح دریا واقع شده‌است.